# Roknäs
Roknäs är en tätort i södra Norrbotten, i Piteå kommun. Roknäs ligger mellan Rokåns och Lillpiteälvens utlopp i Svensbyfjärden och i det område innerst i denna fjärd som vanligen kallas Infjärden. Roknäs utgör tillsammans med grannbyn Sjulnäs på Lillpiteälvens norra strand en enda tätort. 
Roknäs har haft samma namn från och med första landskapshandlingen för Västerbottens län från år 1539. Då stavades bynamnet "Rokness".

## Befolkningsutveckling
| Befolkningsutvecklingen i Roknäs 1950–2020                                           | Befolkningsutvecklingen i Roknäs 1950–2020 | Befolkningsutvecklingen i Roknäs 1950–2020 | Befolkningsutvecklingen i Roknäs 1950–2020 | Befolkningsutvecklingen i Roknäs 1950–2020 |
| ------------------------------------------------------------------------------------ | ------------------------------------------ | ------------------------------------------ | ------------------------------------------ | ------------------------------------------ |
|                                                                                      |                                            |                                            |                                            |                                            |
| År                                                                                   |                                            |                                            | Folkmängd                                  | Areal (ha)                                 |
| 1950                                                                                 | 1950                                       |                                            | 895                                        | ##                                         |
| 1960                                                                                 | 1960                                       |                                            | 934                                        | 186                                        |
| 1965                                                                                 | 1965                                       |                                            | 841                                        | 186                                        |
| 1970                                                                                 | 1970                                       |                                            | 974                                        |                                            |
| 1975                                                                                 | 1975                                       |                                            | 1 020                                      |                                            |
| 1980                                                                                 | 1980                                       |                                            | 1 092                                      |                                            |
| 1990                                                                                 | 1990                                       |                                            | 1 192                                      | 282                                        |
| 1995                                                                                 | 1995                                       |                                            | 1 189                                      | 283                                        |
| 2000                                                                                 | 2000                                       |                                            | 1 206                                      | 283                                        |
| 2005                                                                                 | 2005                                       |                                            | 1 242                                      | 307                                        |
| 2010                                                                                 | 2010                                       |                                            | 1 238                                      | 305                                        |
| 2015                                                                                 | 2015                                       |                                            | 1 259                                      | 321                                        |
| 2020                                                                                 | 2020                                       |                                            | 1 272                                      | 318                                        |
| Anm.: 1950 som Roknäs med Sjulnäs. ## Som tätort/befolkningsagglomeration 1920–1950. |                                            |                                            |                                            |                                            |

## Samhället
I Roknäs finns en förskola med sex avdelningar, en matbutik och en bensinmack. I Sjulnäs finns en grundskola för elever i årskurs 4-6 samt årskurs 7-9. I anslutning till skolan finns ett bibliotek, idrottshall samt idrottsplaner.
I Sjulnäs finns också en pizzeria och en badplats, Sandön, nere vid Svensbyfjärden.